# 산마르코스 국립 대학교
산마르코스 주 국립 대학교 (Universidad Nacional Mayor de San Marcos, UNMSM), 페루의 수도 리마에 있는 남녀공학의 국립고등교육기관.

## 역사
1551년 왕실법령으로 설립되어 1571년 교황의 칙서로 승인되었다. 1824년 페루 공화국이 세워지면서 폐교되어 1861년까지 문을 열지 않았다. 1874년 자치기구가 되었다. 1946년과 1969년에 재조직되어, 교수진이 만든 고루한 교과는 근대적인 학문 프로그램으로 바뀌었다. 경제연구·병리학·생화학·영양학·열대의학·안데스 생물학·자연자원 등의 연구소가 있다.

## 갤러리

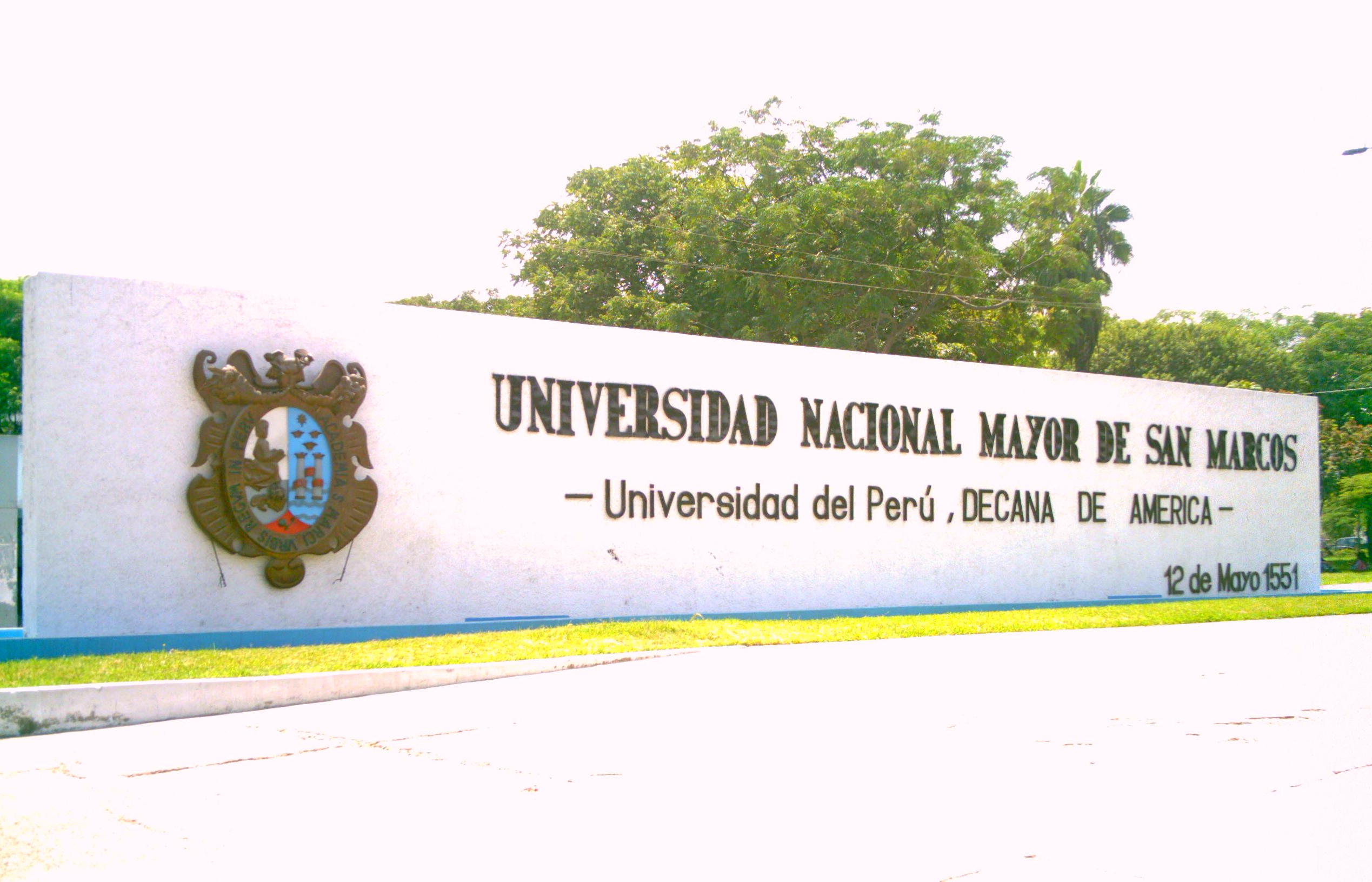
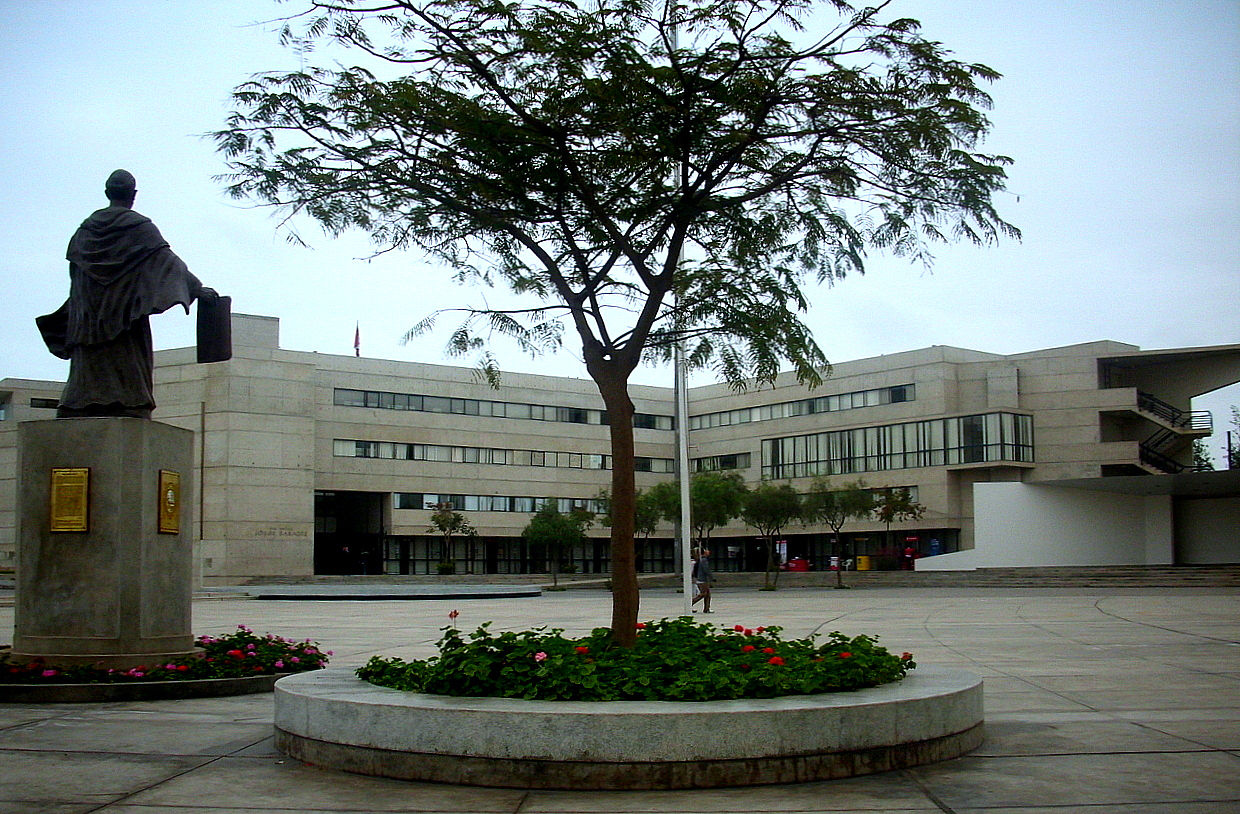
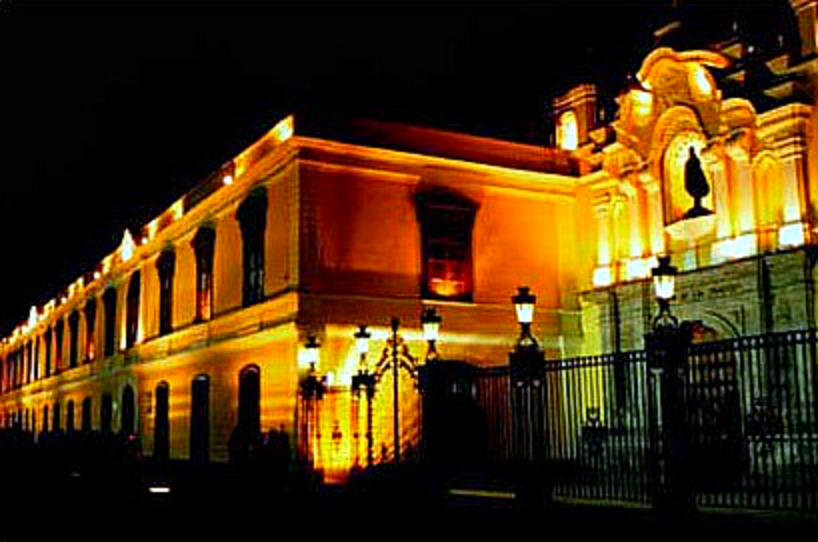